# 四季の森公園
神奈川県立四季の森公園（しきのもりこうえん）は、神奈川県横浜市緑区と旭区にまたがる県立の都市公園（風致公園）。里山の自然が残されており、水遊びの出来る池や炭焼き小屋など、体験学習型の施設が整っているのが特徴である。

## 概要
横浜市緑区寺山町と旭区上白根町にまたがっており、管理事務所は緑区寺山町291にある。神奈川県が住宅用地として取得したが、貴重な天然林や湧水が残っていることもあり、用途が変更され1983年から公園として整備が進められた。総面積は45.3ヘクタールで、1988年4月1日に部分開園した。園内ではボランティアによる炭焼きや小学生による米作りが行われ、シーズンによってはホタルの観察も楽しめる。カワセミの採餌を観察できる機会が多く、写真愛好家やバードウォッチャーが訪れる。指定管理者は横浜緑地・西武造園グループ。

## 園内の施設
- じゃぶじゃぶ池
- はす池
- あし原湿原
- ジャンボすべり台
- 炭焼き小屋
- しょうぶ園